# Simón Bolívar (Schiff)
Die Simón Bolívar ist eine dreimastige Bark die als Segelschulschiff zur Ausbildung künftiger Marineoffiziere und Flaggschiff der venezolanischen Kriegsmarine, Marina de Guerra de Venezuela genutzt wird.

## Allgemeines
Die Kiellegung der Simón Bolívar erfolgte 1978, knapp ein Jahr später am 21. November 1979 war der Stapellauf. Gebaut wurde die Simón Bolívar von der Astilleros y Talleres Celaya S.A in Bilbao, Spanien. Die Indienststellung fand am 12. August 1980 statt. Die Simón Bolívar hat drei Schwesterschiffe: Cuauhtémoc (Mexiko), Guayas (Ecuador) und Gloria (Kolumbien), die alle auf der spanischen Werft gebaut wurden. Die Ähnlichkeit besagter vier Schiffe mit den in den 1930er Jahren bei Blohm & Voss gebauten Schiffen der Gorch Fock-Klasse ist groß.
Der Heimathafen der Simón Bolívar ist La Guaira. Die Simón Bolívar trägt das Präfix ARBV, das für Armada de la República Bolivariana de Venezuela steht.

## Segel und Masten
Die gesamte Segelfläche der Simón Bolívar beträgt 1.650 m², verteilt auf 23 Segel. Die Besegelung aus den 23 Segel teil sich auf in Doppel-Marssegel, einfache Bramsegel und Royals.

## Antrieb
Zusätzlich zu den Segeln kann die Simón Bolívar über eine Detroit-Dieselmaschine mit 750 PS angetrieben werden.